# Dasyhelea incisurata
Dasyhelea incisurata är en tvåvingeart som beskrevs av Remm 1962. Dasyhelea incisurata ingår i släktet Dasyhelea och familjen svidknott. Inga underarter finns listade i Catalogue of Life.